# Nonnebakken
Nonnebakken (Deens: nonnenheuvel) is een heuvel in de Deense stad Odense en de locatie van een van de zeven ringwalvestingen die door de Vikingen werden opgericht. De vesting werd gebouwd in de tijd van koning Sven Gaffelbaard, eind tiende eeuw. Later bevond zich binnen de resten van het fort een Benedictijner nonnenklooster, vandaar de naam. De nonnen verhuisden eind twaalfde eeuw naar het dorpje Dalum, thans een buitenwijk van Odense.  De burcht staat sinds 2023 op de Unesco-Werelderfgoedlijst als onderdeel van de inschrijving Ringwalburchten uit de Vikingtijd. Nonnebakken ligt aan de toeristische vikingroute 'The Rise and Fall of the Vikings'.

## Opgravingen
In 1775 en in 1889 werden enkele vondsten op de heuvel gerapporteerd. In de negentiende eeuw raakte de vesting bij bouwwerkzaamheden ernstig beschadigd. In de twintigste eeuw werden opgravingen gedaan op en rond de heuvel, met name in 1953. Daarbij kwam vast te staan dat de vesting een doorsnede van 120 meter had en tussen 980 en 1000 werd opgericht. In 1988 werd buiten de aarden wal een greppel aangetroffen van twee meter diep en vier breed. Anno 2015 is de vesting in het landschap niet meer te herkennen, maar de straatnaam Nonnebakken in Odense herinnert aan de vesting en het klooster.